# Plukovník Švec

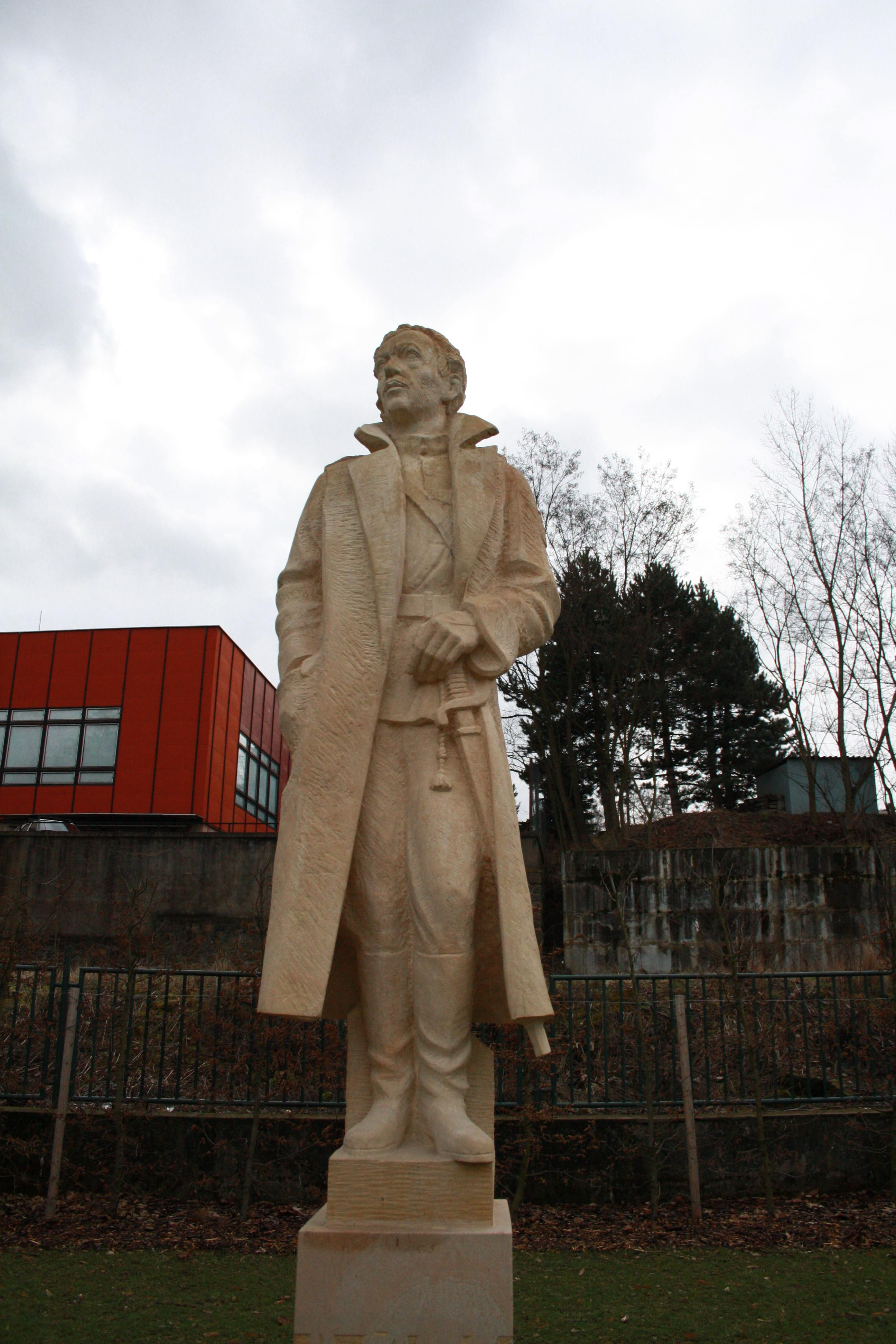
Socha plk. Švece v Třebíči

Plukovník Švec je divadelní hra o třech dějstvích z roku 1928; jejím autorem je Rudolf Medek. Literárně je řazena do žánru tzv. legionářské literatury.

## Děj
Děj dramatu je inspirován skutečnou událostí, sebevraždou plukovníka Josefa Jiřího Švece. Hlavní postavou hry je legionářský důstojník Švec, který v posledním dějství spáchá demonstrativně sebevraždu, aby zastavil morální rozvrat své jednotky pod vlivem bolševických agitátorů.

## Uvedení

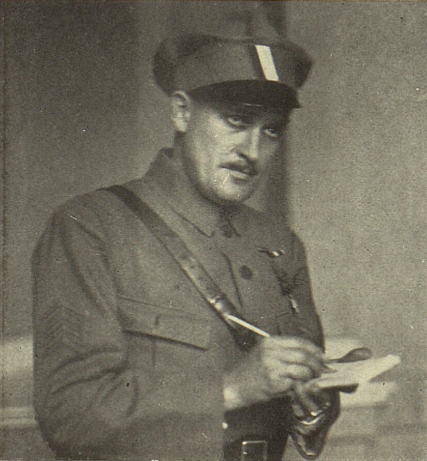
Bedřich Karen jako
J. J. Švec (Plukovník Švec, Národní divadlo Praha, 1928)

Premiéra hry proběhla v Národním divadle v Praze 27. října 1928, v předvečer oslav desátého výročí vzniku Československa. Režie se ujal režisér Karel Dostal, scénu vytvořil Vlastislav Hofman; v titulní roli J. J. Švece se představil Bedřich Karen, dále hráli např. Václav Vydra nejst. či Saša Rašilov starší.
V době svého uvedení vyvolalo drama četné polemiky; roku 1929 napsal Viktor Dyk hru Napravený plukovník Švec, která je přepracovaným třetím dějstvím Medkovy hry a ve které se Dyk Medka zastává. Švec v Dykově hře vystupuje jako karikatura názoru levicových legionářů a konflikt s jednotkou řeší zdánlivou akceptací levicového postoje a příslibem povýšením komunistického agitátora; ten posléze klamem přesvědčí mužstvo k podpoře Švece.
V roce 1929 byl natočen podle této knižní předlohy úspěšný film Plukovník Švec.
Hra měla svou obnovenou premiéru 25. října 2018 na Nové scéně Národního divadla.

## Recenze obnovené premiéry
- Radmila Hrdinová, Právo / Novinky.cz  75 %[5]